# Rhoptropus bradfieldi
Rhoptropus bradfieldi — вид геконоподібних ящірок родини геконових (Gekkonidae). Ендемік Намібії.

## Опис
Довжина Rhoptropus bradfieldi без врахування хвоста становить 74 мм, а разом з хвостом — від 100 до 130 мм. Верхня частина тіла сірувато-коричнева, поцяткована нечіткими смугами і плямами, нижня частина тіла блакитнувато-сіра. Кінчики пальців широкі, на нижній стороні центрального пальця є 11 спеціальних структур, які дозволяють геконам ходити по вертикальним поверхням. Загалом R. bradfieldi є схожими на Rhoptropus afer, однак останні мають дещо менші розміри, нижня частина тіла у них яскраво-жовта, а на центральному пальці є лише 6 пластин. Різниця в кількості пластин на пальцях пояснюється різницею у способі життя: R. bradfieldi з більш липкими лапами живуть в тріщинах серед скель і повільно лазають по скелям, тоді як R. afer ведуть більш наземний спосіб життя, швидко бігають по землі і стрибають зі скелі на скелю.

## Поширення і екологія
Rhoptropus bradfieldi мешкають в пустелі Наміб на заході Намібії, між річками Куйсеб і Омаруру. Вони живуть в пустелях і сухих саванах, серед великих валунів та в тріщинах серед скель. Зустрічаються на висоті від 10 до 1100 м над рівнем моря. Ведуть денний спосіб життя, живляться мурахами, метеликами, жуками та іншими дрібними членистоногими. Відкладають яйця, в кладці 2 яйця розміром 15×9 мм.